# Halmakenreuther
Halmakenreuther ist eine deutsche Punkband, die in der zweiten Hälfte der 1990er Jahre ihre bekannteste Phase hatte.

## Geschichte
Die Band Halmakenreuther wurde im Jahr 1993 von den Ostberlinern Jörn-André Delatowski und Tino Meister gegründet. Sie existierte meist als Quartett in wechselnder Besetzung, mit wiederholten Auflösungen und Wiedervereinigungen. Der Name „Halmakenreuther“ stammt von dem Verkäufer Hallmackenreuther im Loriot-Sketch Bettenkauf. Mit einer punkigen Coverversion von Take Thats damalig aktueller Charts-Single Back for Good zogen sie im Jahr 1995 die Aufmerksamkeit auf sich und waren fortan Gast in Fernsehsendungen und tourten durch das Land. Ihr Album You Can't Get Away wurde 1996 von Hansa veröffentlicht. Daraus ausgekoppelt wurde die Single Invisible. Als weitere Single folgte im selben Jahr das Bee-Gees-Lied How Deep Is Your Love, welches damals ebenfalls in einer Version von Take That in den Charts war.
Im Jahr 2003 realisierte ein Student der Fachhochschule Potsdam die DVD Halmakenreuther: Stay Invisible – Back for Gold. 2005 produzierten Jörn-André Delatowski und Tino Meister zusammen das Lied Wunderkind, welches auf einem Sampler erschien. Im Jahr 2010 verstarb Tino Meister.

## Diskografie

### Album
- 1996: You Can't Get Away

### Singles
- 1995: Back for Good
- 1996: Invisible
- 1996: How Deep Is Your Love

### Samplerbeitrag
- 2005: Wunderkind